# Nikki Bella
Stephanie Nicole Garcia (SanDiego, 21 de novembro de 1983), mais conhecida pelos nomes de palco Nikki Bella e Nikki Garcia, é uma personalidade de televisão e lutadora profissional americana. Ela está contratada pela WWE e é a apresentadora do game show Barmageddon.
Em 2007, Garcia assinou com a WWE e foi designada para o território de desenvolvimento Florida Championship Wrestling ao lado de sua irmã gêmea Brianna, que usava o nome de Brie, formando a dupla The Bella Twins. Ela fez sua estreia pela marca SmackDown em 2008. Garcia foi duas vezes campeã das Divas da WWE, com seu segundo reinado de 301 dias sendo o mais longo reinado para o título agora extinto. Ela e Brie foram induzidas ao Hall da Fama da WWE em 2021 como The Bella Twins. Durante sua passagem pela WWE, ela também foi estrela da série de reality TV Total Divas, e ela e Brie ganharam seu próprio spin-off, Total Bellas. Nos últimos anos de sua carreira na WWE, Nikki fez aparições esporádicas, mas atuou como embaixadora da empresa. Após seu contrato com a WWE expirar em 2023, Nikki e Brie aposentaram o sobrenome Bella e retornaram ao nome de solteira legal Garcia profissionalmente, reintroduzindo-se como The Garcia Twins. Em 2025, Nikki manteve o nome Bella ao retornar para a WWE e ao plantel principal durante o evento Royal Rumble daquele ano.
Garcia foi classificada em 1º lugar na lista Female 50 da Pro Wrestling Illustrated em novembro de 2015, e foi nomeada Diva do Ano pela Rolling Stone em dezembro de 2015. Ela também ganhou o prêmio de Choice Female Athlete ao lado de sua irmã no Teen Choice Awards em 2016.

## Início de vida
Nascida dezesseis minutos antes de sua irmã gêmea, Brianna, filha dos pais Jon Garcia e Kathy Colace, Garcia-Colace nasceu em San Diego, Califórnia, e foi criada em uma fazenda nos subúrbios de Phoenix, em Scottsdale, Arizona. Ela tem ascendência italiana e mexicana. Apaixonadas por futebol, ela e sua irmã gêmea jogaram no time de Scottsdale durante o ensino fundamental. Garcia-Colace se formou no Chaparral High School em 2002. Depois, retornou a San Diego para a faculdade, onde jogou futebol pelo Grossmont College, mas se mudou para Los Angeles um ano depois. Lá, trabalhou como garçonete no Mondrian Hotel enquanto tentava encontrar um agente.
Ela então começou a modelar, atuar e fazer trabalhos promocionais. Fez sua primeira aparição na TV nacional no programa de reality show da Fox Meet My Folks. Após essa aparição, as gêmeas Garcia foram contratadas para serem as World Cup Twins pela Budweiser e foram fotografadas segurando o troféu da Copa do Mundo. Elas foram participantes da "International Body Doubles Twins Search" de 2006 e, posteriormente, participaram do WWE Diva Search de 2006, mas não conseguiram ser selecionadas.

## Carreira na luta livre profissional

### World Wrestling Entertainment/WWE (2007-2012)

#### Florida Championship Wrestling (2007–2008)
Nicole foi contratada pela World Wrestling Entertainment (WWE) em junho de 2007, junto com sua irmã Brie, com um contrato de desenvolvimento. As duas foram designadas para a Florida Championship Wrestling (FCW), território de desenvolvimento da WWE na época, localizado em Tampa, Flórida. No dia 15 de setembro de 2007, em um show não televisionado da FCW, Nicole e sua irmã gêmea Brie — conhecidas como The Bella Twins — fizeram sua estreia nos ringues, derrotando Nattie Neidhart e Krissy Vaine, com Victoria Crawford como árbitra especial convidada. Nicole iniciou rapidamente uma rivalidade roteirizada com Neidhart e Crawford, enfrentando-as em uma série de lutas ao longo de outubro de 2007. Como parte de suas personagens na televisão, ela e Brie frequentemente trocavam de lugar às escondidas, enganando o árbitro quando uma delas estava machucada. Nicole também participou ocasionalmente de lutas de duplas mistas, fazendo equipe com lutadores como Kofi Kingston e Robert Anthony. Além disso, fez algumas aparições fora do ringue no segmento de promo Happy Hour, apresentado por Heath Miller.
A partir de dezembro de 2007, Nikki passou a ser a manager de Derrick Linkin, porém a história foi interrompida após a liberação de Linkin da empresa em janeiro de 2008. Em seguida, ela e Brie retomaram a rivalidade com Nattie Neidhart e Victoria Crawford, enfrentando-as ao longo de boa parte de 2008. Após Neidhart ser promovida ao plantel principal da WWE em abril de 2008, Milena Roucka entrou em seu lugar na rivalidade. Nikki também participou de concursos de biquíni e enfrentou outras competidoras como Katie Lea Burchill e Daisy. Sua última aparição na FCW foi em 2 de setembro, quando competiu em uma battle royal de Divas, vencida por Miss Angela.

#### The Bella Twins (2008–2011)
No episódio de 29 de agosto de 2008 do SmackDown, Brianna fez sua estreia como Brie Bella, derrotando Victoria. Rapidamente, iniciou uma rivalidade roteirizada com Victoria e sua aliada Natalya, enfrentando-as em uma série de lutas. Em cada combate, Brie costumava rolar para fora do ringue e se esconder embaixo dele, retornando aparentemente "revigorada" e então vencendo a luta. No episódio de 31 de outubro do SmackDown, quando Brie foi para debaixo do ringue, Victoria tentou puxá-la pelas pernas, mas um segundo par de pernas a chutou, sugerindo que havia outra pessoa escondida. Na semana seguinte no SmackDown, Brie derrotou Victoria e correu para debaixo do ringue para escapar de Victoria e Natalya. Ambas tentaram puxá-la de volta — e acabaram revelando Nicole, marcando oficialmente a revelação das gêmeas Bella. As duas atacaram Victoria e Natalya e comemoraram juntas no ringue. Nicole foi então apresentada ao público como Nikki Bella, e as gêmeas tiveram sua primeira luta oficial em dupla no episódio de 21 de novembro de 2008 do SmackDown, derrotando Victoria e Natalya. As Bella Twins continuaram competindo em lutas de duplas nos meses seguintes.

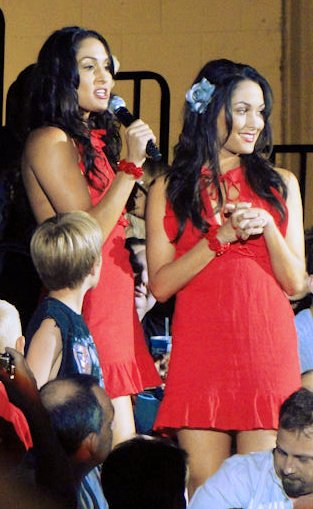
Durante sua primeira passagem pela WWE, as gêmeas costumavam se vestir com roupas combinando, como visto aqui.

A partir de novembro, as gêmeas desenvolveram um relacionamento fictício com The Colóns (Carlito e Primo), aparecendo em vários segmentos nos bastidores e acompanhando-os até o ringue. Em fevereiro de 2009, a história se expandiu para incluir John Morrison e The Miz, que começaram a flertar com as Bellas e até as levaram para um encontro no Dia dos Namorados. Esse encontro deu início a uma rivalidade entre as duplas de The Miz & Morrison e Carlito & Primo, com os quatro lutadores disputando o afeto das gêmeas, que pareciam indecisas entre os dois lados. No episódio de 17 de março da ECW, Carlito e Primo, tentando atingir Morrison e The Miz, acabaram cuspindo acidentalmente maçãs no rosto de Brie. Nikki riu da situação, o que levou as duas irmãs a brigarem fisicamente. Isso resultou em Nikki deixando o ringue com The Miz e Morrison, enquanto Brie permaneceu com Carlito e Primo — marcando a virada de Nikki para vilã (heel). Na semana seguinte, no SmackDown, Brie venceu sua primeira luta contra Nikki em uma luta de trios intergênero. No episódio de 31 de março da ECW, Nikki derrotou Brie em sua primeira luta individual, após uma distração provocada por Morrison e The Miz.
Em 15 de abril de 2009, The Bella Twins foram transferidas para a marca Raw como parte do draft suplementar de 2009. Em 27 de abril, Brie fez sua estreia nos ringues no Raw, em uma luta de quartetos, e sua equipe saiu vitoriosa. Durante a luta, Nikki apareceu debaixo do ringue para ajudar Brie, marcando sua virada para face (personagem do bem) e a reunião das gêmeas. No mês seguinte, Nikki fez sua estreia nos ringues do Raw em uma battle royal, mas foi eliminada por Beth Phoenix.
Em 29 de junho de 2009, ambas foram transferidas para a marca ECW. Elas estrearam na ECW na noite seguinte como convidadas especiais no The Abraham Washington Show. Logo, começaram uma rivalidade com Katie Lea Burchill, quando Nikki a derrotou em uma luta ao trocar de lugar com Brie nas costas do árbitro. Na semana seguinte, no Superstars, Brie derrotou Burchill da mesma forma, e a rivalidade chegou ao fim em setembro, quando Nikki venceu Burchill no Superstars.

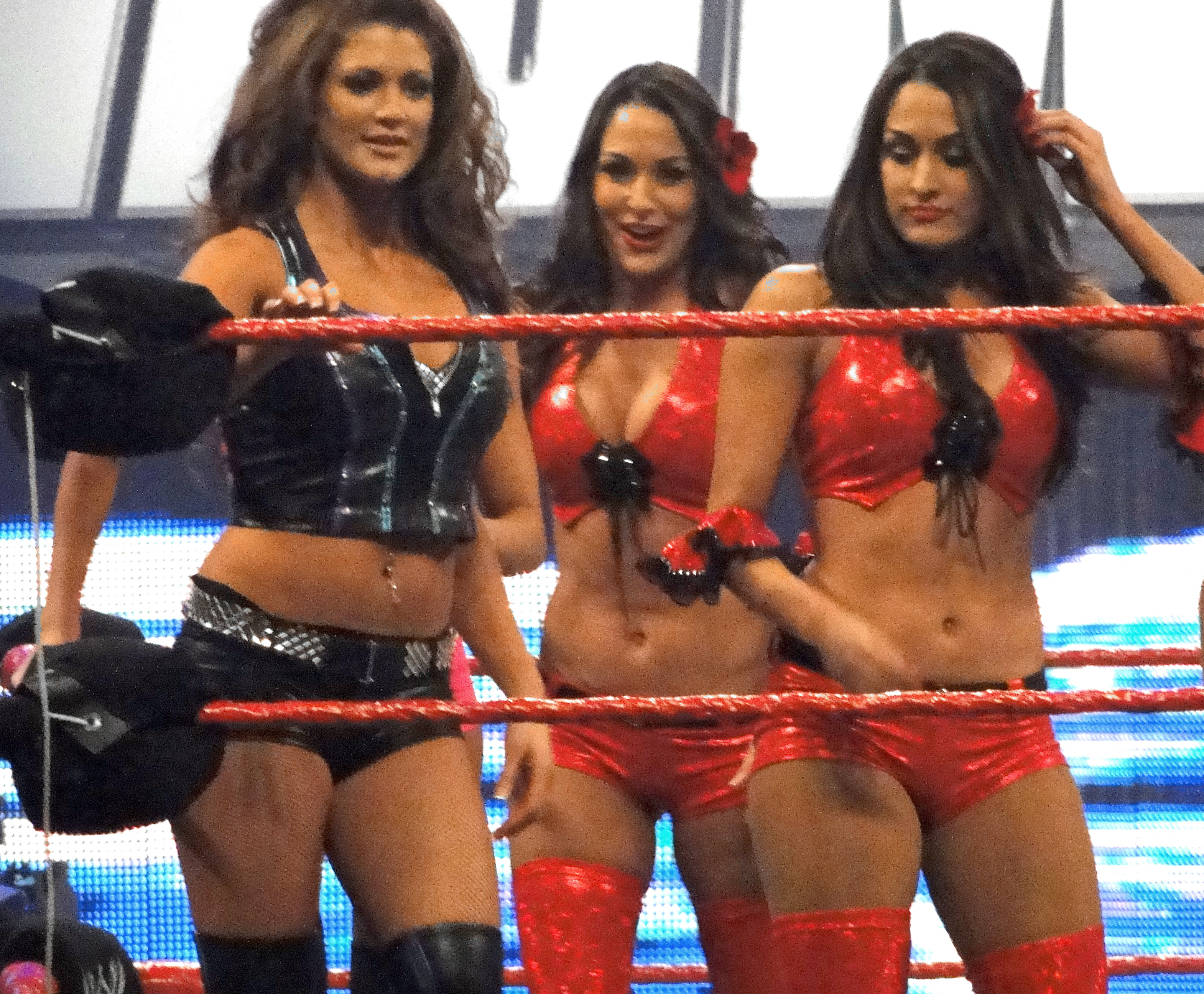
The Bella Twins com Eve Torres em 2010.

Em 12 de outubro, as Bellas foram transferidas de volta para o Raw como parte de uma troca de Divas entre as três marcas, onde apareceram principalmente em segmentos de bastidores com as estrelas convidadas semanais, competindo apenas ocasionalmente em lutas. No episódio de 4 de janeiro de 2010 do Raw, Brie participou de um torneio pelo vago Campeonato das Divas da WWE, mas perdeu para Maryse na primeira rodada, quando uma troca resultou em Nikki sofrendo o pin. Em junho de 2010, elas começaram uma rivalidade com Jillian Hall, quando Brie a derrotou após trocar de lugar com Nikki. Na semana seguinte, Nikki derrotou Hall após trocar com Brie. A rivalidade se intensificou quando as Bellas atuaram como árbitras especiais em uma das lutas de Hall. Durante o combate, Hall atacou as duas gêmeas, mas perdeu a luta quando Nikki fez uma contagem rápida, permitindo que ela sofresse o pin de Gail Kim. Na semana seguinte, no Superstars, as gêmeas derrotaram Hall e Maryse em uma luta de duplas, encerrando a rivalidade.
Em 2010, The Bella Twins participaram da terceira temporada do NXT, totalmente feminina, atuando como mentoras de Jamie. Jamie foi a primeira novata eliminada no episódio de 5 de outubro do NXT. Em novembro, as gêmeas iniciaram uma história com Daniel Bryan, quando Brie o acompanhou até o ringue para sua luta. Após sua vitória, Nikki correu até o ringue, e as duas brigaram pela afeição de Bryan, até que Bryan as separou e fez com que se abraçassem. Elas passaram a ser manager de Bryan e frequentemente o acompanhavam até o ringue nos dois meses seguintes. Em janeiro de 2011, as Bellas se tornaram personagens vilãs pela primeira vez em suas carreiras, quando descobriram Bryan beijando Gail Kim nos bastidores e a agrediram. Elas continuaram a atacar Kim, tanto no Royal Rumble quanto no Raw, e no dia 7 de fevereiro, se uniram a Melina em uma luta perdida contra Kim, Eve Torres e Tamina.

#### Campeã das Divas e saída (2011–2012)

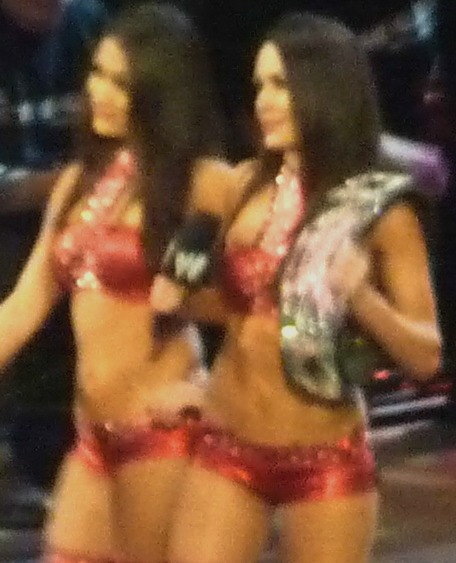
Brie Bella como campeã das Divas (direita) com Nikki Bella (esquerda) em abril de 2011.

As Bellas começaram uma rivalidade com Eve Torres depois de aparecerem como lumberjills durante uma luta pelo Campeonato das Divas entre Torres e Natalya no episódio de 14 de fevereiro do Raw. Após a luta, elas atacaram Torres nos bastidores, até serem interrompidas por Gail Kim e Natalya. Na semana seguinte, as gêmeas derrotaram Torres e Kim em uma luta de duplas. Na semana seguinte, Nikki venceu uma battle royal para se tornar a desafiante número 1 pelo Campeonato das Divas, mas não conseguiu derrotar Torres pelo título em 7 de março. Em 11 de abril, Nikki ajudou Brie a derrotar Torres e conquistar o Campeonato das Divas, marcando a primeira vez que qualquer uma das gêmeas conquistou um título na WWE. Nikki ajudou Brie novamente, desta vez a defender com sucesso o campeonato contra Kelly Kelly no Over the Limit, após trocar de lugar com Brie. No entanto, Brie perdeu o campeonato para Kelly em um episódio especial "Power to the People" do Raw, em 20 de junho, encerrando seu reinado de 70 dias, e não conseguiu recuperá-lo em 17 de julho, em uma revanche contra Kelly no Money in the Bank.
As gêmeas passaram a maior parte do resto do ano em lutas de duplas, enfrentando regularmente Kelly e Torres. As Bellas começaram a mostrar fricção pela segunda vez desde que chegaram à WWE em março de 2012, depois que ambas perderam para AJ Lee em lutas individuais. Após a luta de Brie contra Lee, Nikki revelou que Brie estava torcendo para o Time Johnny na luta de sextetos na WrestleMania XXVIII, enquanto Nikki estava torcendo para o Time Teddy, o que intensificou ainda mais a dissensão entre elas.
No episódio de 6 de abril do SmackDown, Nikki derrotou a então campeã das Divas Beth Phoenix em uma luta sem o título em jogo, após Kelly Kelly distrair Phoenix. Em 23 de abril, Nikki derrotou Phoenix em uma luta lumberjill no Raw para conquistar o Campeonato das Divas pela primeira vez. Brie perdeu o campeonato de Nikki para Layla no Extreme Rules, após o uso do Twin Magic falhar, encerrando seu reinado de apenas uma semana. Na noite seguinte, no Raw, elas disputaram sua última luta com a WWE, não conseguindo recuperar o Campeonato das Divas de Layla em uma luta triple threat. Mais tarde naquela noite, as gêmeas foram demitidas pela administradora executiva Eve Torres.

### Circuito independente (2012–2013)
Em 1º de maio de 2012, as gêmeas apareceram em seu primeiro show de wrestling independente em Newburgh, Nova Iorque, para a promoção Northeast Wrestling. Mais tarde, elas apareceram no pay-per-view Season Beatings da CTWE Pro Wrestling em 15 de dezembro, cada uma acompanhando um lutador diferente até o ringue.

### Retorno à WWE (2013-presente)

#### Histórias doTotal Divas(2013–2014)
No episódio de 11 de março de 2013 do Raw, The Bella Twins retornaram à WWE em um segmento de bastidores com o Team Rhodes Scholars (Cody Rhodes e Damien Sandow). No episódio de 15 de março do SmackDown, elas atacaram The Funkadactyls (Cameron e Naomi), e, na semana seguinte, interferiram nas lutas entre o Team Rhodes Scholars e Brodus Clay e Tensai, mas acabaram sendo atacadas pelas Funkadactyls. As gêmeas fizeram seu retorno aos ringues enfrentando e derrotando as Funkadactyls no episódio de 27 de março do Main Event, após interferência de Cody Rhodes, e também as derrotaram no Raw cinco dias depois. The Bella Twins estavam programadas para participar de uma luta de quartetos mistos com o Team Rhodes Scholars contra Tons of Funk (Clay e Tensai) e as Funkadactyls na WrestleMania 29, em 7 de abril, mas a luta foi cancelada devido a limitações de tempo. Em vez disso, o combate ocorreu na noite seguinte no Raw, onde The Bella Twins e o Team Rhodes Scholars foram derrotados. As gêmeas continuaram sua rivalidade com as Funkadactyls, derrotando-as em lutas padrão de duplas, e também em combates de trios. Em junho, Nikki sofreu uma fratura na tíbia.

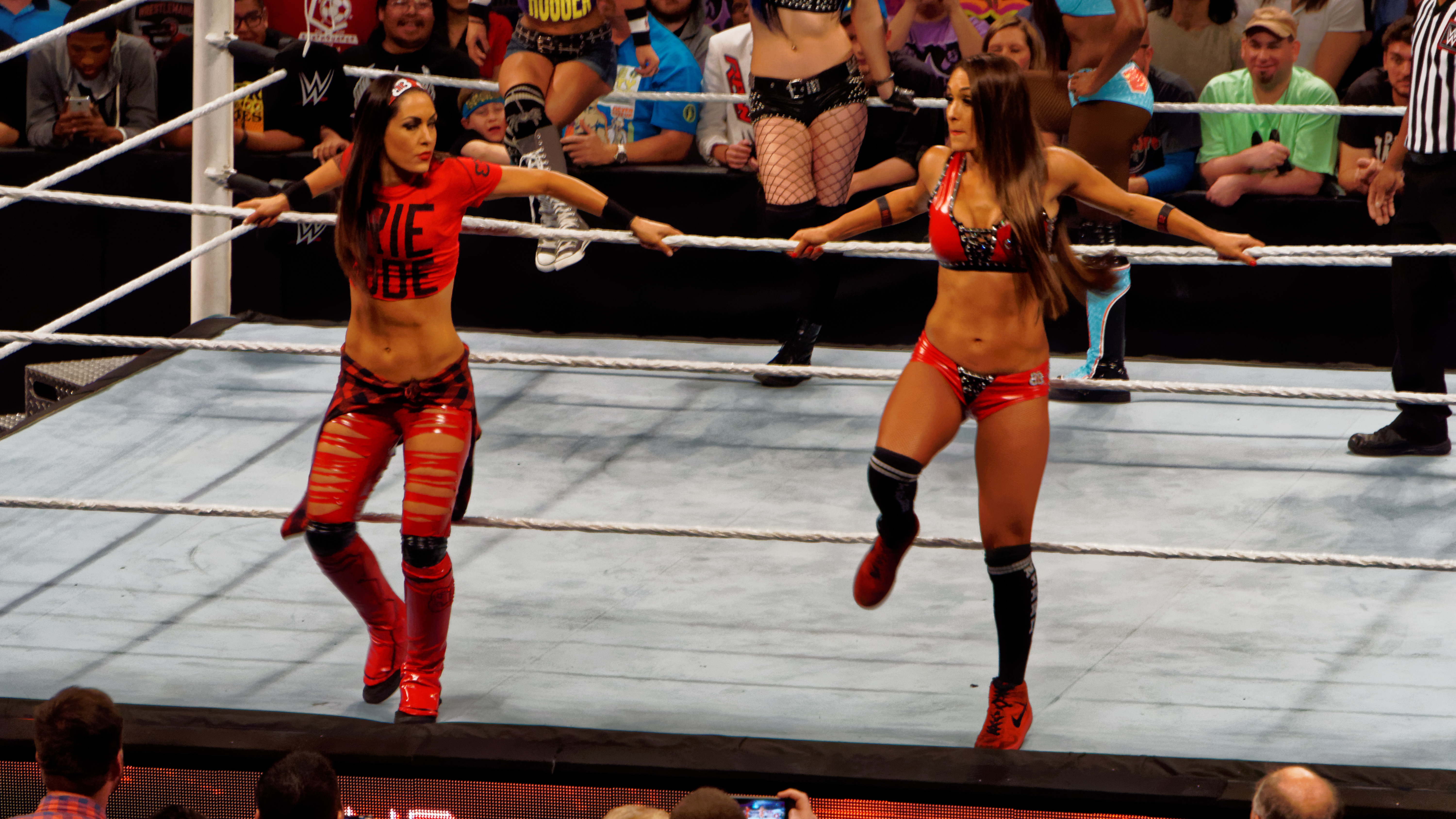
Após retornar à WWE, as gêmeas começaram a se vestir com roupas diferentes, como visto aqui.

Com a estreia do programa de televisão reality Total Divas em julho, as Bellas retornaram e começaram uma rivalidade com sua colega de elenco no programa, Natalya. Brie e Natalya passaram a trocar vitórias em competições individuais no Raw e no SummerSlam, em 18 de agosto. O elenco do Total Divas então se envolveu em uma rivalidade roteirizada com a campeã de Divas AJ Lee, que zombou do programa e de seu elenco, o que fez com que as Bellas se tornassem faces no processo. Nikki voltou ao ringue no episódio de 25 de outubro do SmackDown, perdendo para Lee. No Survivor Series, em 24 de novembro, as gêmeas fizeram parte do time vitorioso, Team Total Divas. No episódio de 9 de dezembro do Raw, as gêmeas receberam o Slammy Award de Diva do Ano.

## Outras mídias
Antes de trabalharem com a WWE, as gêmeas participaram do programa Meet My Folks. Ambas também apareceram no videoclipe da música "Right Side of the Bed" da banda Atreyu. Em 2014, apareceram no videoclipe da música "Na Na" do cantor Trey Songz. As gêmeas também fizeram uma participação especial na série da MTV Ridiculousness em outubro de 2012.
As gêmeas participaram como convidadas da série de televisão Psych, no episódio de 2014 intitulado "A Nightmare on State Street". Nikki e Brie fizeram parte do elenco principal do reality show Total Divas, que começou a ser exibido em julho de 2013, e estrelaram seu próprio spinoff intitulado Total Bellas, que estreou no canal E! em 5 de outubro de 2016. As duas também co-estrelaram o filme independente de 2014 Confessions of a Womanizer e dublaram personagens no filme animado de 2015 The Flintstones & WWE: Stone Age SmackDown!. Ambas apareceram no programa do YouTube da WWE The JBL & Cole Show. Nikki participou como jurada celebridade no concurso Miss USA 2013. As gêmeas também estiveram presentes no MTV Europe Music Awards 2014, onde apresentaram o prêmio de Melhor Artista Feminina. Nikki e Brie foram indicadas ao prêmio de Atleta Feminina Favorita no Teen Choice Awards de 2015, prêmio que venceriam na cerimônia de 2016.
Em 21 de novembro de 2016, Nikki e Brie lançaram seu novo canal no YouTube, chamado "The Bella Twins". O canal das irmãs apresenta vídeos diários sobre moda, beleza, viagens, fitness, relacionamentos e saúde, além de vlogs diários produzidos pelas próprias gêmeas. Em 2 de abril de 2018, as Bella Twins anunciaram que receberam o YouTube Gold Creator Award (Prêmio de Criador Ouro do YouTube) por alcançarem 1 milhão de inscritos em seu canal.
As Bella Twins apareceram no vídeo da YouTuber Lilly Singh intitulado "When Someone Tries to Steal Your BFF" (Quando Alguém Tenta Roubar Sua Melhor Amiga), lançado em 2 de março de 2017. Em 21 de agosto de 2017, Nikki e Brie lançaram sua própria marca de vinhos chamada Belle Radici, em colaboração com a Hill Family Estates e a Gauge Branding. Nikki Bella foi uma das celebridades que competiu na 25ª temporada do programa Dancing with the Stars. Ela fez dupla com o dançarino profissional Artem Chigvintsev. Nikki foi eliminada da competição em 30 de outubro de 2017.
Em 1º de novembro de 2017, Nikki e Brie lançaram a Birdiebee, uma marca de roupas íntimas, esportivas e de estilo de vida. A linha inclui peças íntimas versáteis, roupas de ginástica e roupas confortáveis para o dia a dia, com o objetivo de "empoderar e educar mulheres, refletindo a paixão das gêmeas pela vida, força, saúde e bem-estar feminino, além de diversão".
Em 23 de maio de 2018, Bella participou da edição de celebridades do programa American Ninja Warrior: Ninja vs Ninja.
Em 28 de janeiro de 2019, Nikki e Brie lançaram a Nicole + Brizee, uma linha de cuidados para o corpo e beleza. Em 27 de março de 2019, Nikki e Brie lançaram seu próprio podcast, The Bellas Podcast, em parceria com a rede Endeavour Audio. Em 2021, o podcast foi relançado após ser adquirido pela Stitcher, uma subsidiária da Sirius XM.
Em março de 2020, Nikki e Brie lançaram sua autobiografia Incomparable, que se tornou um best-seller do New York Times.
Em 2021, Nikki e Brie lançaram outra marca de vinhos chamada Bonita Bonita Wine. Elas também lançaram sua própria coleção de produtos para bebês em parceria com a empresa Colugo. Além disso, Nikki e Brie se tornaram investidoras e consultoras criativas da Colugo.
Nikki participou do programa America's Got Talent: Extreme como jurada, ao lado de Simon Cowell e Travis Pastrana. A série estreou em 21 de fevereiro de 2022 e foi concluída em 14 de março de 2022.
Em 19 de outubro de 2022, Nikki passou a apresentar o game show inspirado em bares Barmageddon, criado por Blake Shelton. Em 2 de março de 2023, o programa foi renovado para a segunda temporada. Em novembro de 2023, Nikki e Brie foram as apresentadoras do reality show de namoro Twin Love, produzido pela Amazon.
Em 5 de junho de 2024, Nikki foi anunciada como uma das competidoras da terceira temporada de The Traitors, um reality show de competição exibido na plataforma Peacock. Competindo contra estrelas de realities como Survivor, Big Brother e RuPaul's Drag Race, entre outros, Nikki foi banida no quinto episódio, ficando em 16º lugar na classificação geral.

## Vida pessoal
Em maio de 2014, Nikki revelou no Total Divas que havia se casado com seu amor do ensino médio aos 20 anos de idade; o casamento foi anulado três anos depois.
Nikki começou a namorar John Cena em 2012. O casal ficou noivo em 2 de abril de 2017, quando Cena a pediu em casamento após a luta de duplas mistas deles na WrestleMania 33. Em 15 de abril de 2018, o casal terminou o noivado e cancelou o casamento, que estava planejado para 5 de maio de 2018.
Ela começou a namorar seu parceiro da 25ª temporada de Dancing with the Stars, o dançarino russo Artem Chigvintsev, em janeiro de 2019. Em 3 de janeiro de 2020, o casal ficou noivo. Em 31 de julho de 2020, Nikki deu à luz o primeiro filho do casal, um menino. Eles se casaram em 26 de agosto de 2022. Em 29 de agosto de 2024, Chigvintsev foi preso no condado de Napa, acusado de violência doméstica com lesão corporal contra o cônjuge. No entanto, Nikki não falou publicamente sobre o incidente, com sua representante afirmando se tratar de um "assunto privado". Quase duas semanas após a prisão, em 11 de setembro de 2024, Nikki entrou com pedido de divórcio, citando "diferenças irreconciliáveis" e solicitando a guarda legal e física do filho. Ela também pediu que Chigvintsev tivesse direito a visitas supervisionadas. Ambos receberam ordens de restrição mútuas. A promotora do Condado de Napa, Allison Haley, decidiu não apresentar acusações criminais contra Chigvintsev, alegando falta de provas suficientes para confirmar a agressão. Nikki manteve o pedido de custódia total e exigiu que ele fizesse aulas de controle da raiva. Contudo, após uma audiência no tribunal do condado de Napa, foi decidido que os dois pais compartilharão a guarda conjunta do filho, como Chigvintsev havia solicitado em sua resposta ao processo de divórcio.

## Filmografia
| Filme     | Filme                                       | Filme               | Filme                                                                                       |
| Ano       | Título                                      | Papel               | Notas                                                                                       |
| --------- | ------------------------------------------- | ------------------- | ------------------------------------------------------------------------------------------- |
| 2014      | Confessions of a Womanizer                  | Erica               | Filme de comédia e drama dirigido e escrito por Miguel Ali.                                 |
| 2015      | The Flintstones & WWE: Stone Age SmackDown! | Nikki Boulder (voz) | Filme animado direto para vídeo dirigido por Spike Brandt e Tony Cervone.                   |
| Televisão |                                             |                     |                                                                                             |
| Ano       | Título                                      | Papel               | Notas                                                                                       |
| 2002/2003 | Meet My Folks                               | Desconhecido        |                                                                                             |
| 2011      | Clash Time                                  | Ela mesma           | Episódio: "Turin" (temporada 1, episódio 9)                                                 |
| 2012      | Ridiculousness                              | Ela mesma           |                                                                                             |
| 2012      | Clash Time                                  | Ela mesma           | Episódio: "Mania Mania" (temporada 2, episódio 3)                                           |
| 2013–19   | Total Divas                                 | Ela mesma           | Elenco principal (temporadas 1–8) Convidada (temporada 9) Produtora executiva               |
| 2014      | Psych                                       | Ela mesma           | Episódio: "A Nightmare on State Street" (temporada 8, episódio 9)                           |
| 2015      | Unfiltered with Renee Young                 | Ela mesma           | Episódio: "Nikki Bella" (temporada 1, episódio 10)                                          |
| 2016–2021 | Total Bellas                                | Ela mesma           | Elenco principal (temporadas 1–6) Produtora executiva                                       |
| 2017      | Dancing with the Stars                      | Ela mesma           | Participante; Temporada 25                                                                  |
| 2018      | Celebrity Ninja Warrior                     | Ela mesma           | Edição especial do American Ninja Warrior para arrecadar dinheiro para o Red Nose Day.      |
| 2018      | Drop the Mic                                | Ela mesma           | Episódio: "WWE Superstars vs. GLOW / Laila Ali vs. Chris Jericho" (temporada 2, episódio 9) |
| 2018      | Miz & Mrs.                                  | Ela mesma           | Episódio: "A Simple Mizunderstanding"                                                       |
| 2020      | Celebrity Call Center                       | Ela mesma           | Episódio: "The Shift With the Baby on Board Bedroom How-To" (temporada 1, episódio 3)       |
| 2021      | The Bachelorette                            | Ela mesma           | (temporada 18, episódio 4)                                                                  |
| 2022      | Biography: WWE Legends                      | Ela mesma           | Episódio: "The Bella Twins" (temporada 2, episódio 3)                                       |
| 2022      | America's Got Talent: Extreme               | Juíza               |                                                                                             |
| 2022–2024 | Barmageddon                                 | Apresentadora       |                                                                                             |
| 2023      | Nikki Bella Says I Do                       | Ela mesma           |                                                                                             |
| 2023      | Twin Love                                   | Co-apresentadora    |                                                                                             |
| 2024      | Side Hustles                                | Ela mesma           | (temporada 1, episódio 1)                                                                   |
| 2025      | The Traitors                                | Ela mesma           | Participante; Temporada 3                                                                   |

### Videogames
| Ano  | Título                 | Notas                               | Ref.    |
| ---- | ---------------------- | ----------------------------------- | ------- |
| 2009 | SmackDown vs. Raw 2010 | Estreia em videogames               | [ 151 ] |
| 2010 | SmackDown vs. Raw 2011 |                                     | [ 152 ] |
| 2011 | WWE '12                | DLC – "Divas Pack"                  | [ 153 ] |
| 2012 | WWE '13                |                                     | [ 154 ] |
| 2013 | WWE 2K14               | DLC – "WWE Superstars & Moves Pack" | [ 155 ] |
| 2014 | WWE 2K15               |                                     | [ 156 ] |
| 2015 | WWE 2K16               |                                     | [ 157 ] |
| 2016 | WWE 2K17               |                                     | [ 158 ] |
| 2017 | WWE 2K18               |                                     | [ 159 ] |
| 2018 | WWE 2K19               |                                     | [ 160 ] |
| 2019 | WWE 2K20               |                                     | [ 161 ] |
| 2020 | WWE 2K Battlegrounds   |                                     | [ 162 ] |
| 2023 | WWE 2K23               |                                     | [ 163 ] |

### Videoclipes
| Ano  | Título                | Artista      |
| ---- | --------------------- | ------------ |
| 2004 | Right Side of the Bed | Atreyu       |
| 2014 | Na Na                 | Trey Songz   |
| 2017 | Hollywood             | Sophia Grace |

## Títulos e prêmios
- Guinness World Records

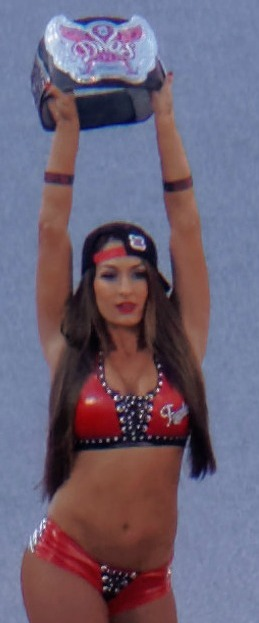
Nikki Bella foi duas vezes campeã das Divas da WWE e é detentora do reinado mais longo na história do título.

  - Recorde mundial: Maior reinado do Campeonato das Divas da WWE.[164]
- Pro Wrestling Illustrated
  - PWI a colocou na #1ª posição das 50 melhores lutadoras individuais no PWI Female 50 em 2015[165]
- Rolling Stone
  - Diva do Ano (2015)[10]
  - Lutadora Que Mais Evoluiu (2015)[166]
- Teen Choice Awards
  - Choice Female Athlete (2016) – com Brie Bella
- Wrestling Observer Newsletter
  - Pior Rivalidade do Ano (2014) Brie vs. Nikki[167]
  - Pior Rivalidade do Ano (2015) Team PCB vs. Team B.A.D. vs. Team Bella[168]
- WWE
  - Campeonato das Divas da WWE (2 vezes)[169]
  - Slammy Award (2 vezes)
    - Diva do Ano (2013, 2014, 2015) – prêmio de 2013 compartilhado com Brie Bella[170]

  - WWE Hall of Fame (Classe de 2020) - como membro das The Bella Twins